# Phaeoura cristifera
Phaeoura cristifera är en fjärilsart som beskrevs av George Duryea Hulst 1896. Phaeoura cristifera ingår i släktet Phaeoura och familjen mätare. Inga underarter finns listade i Catalogue of Life.